# Ali Hassan al-Majid
Ali Hassan al-Majid (Arabisch: علي حسن عبد المجيد التكريتي, Alī Ḥasan ʿAbd al-Majīd al-Tikrītī) (Tikrit, 30 november 1941 - Bagdad, 25 januari 2010) was een Iraakse generaal, politicus en oorlogsmisdadiger. Hij was onder meer minister van defensie. Als de verantwoordelijke achter de gifgasaanval op Halabja, een aanval met chemische wapens tegen Iraakse Koerden, waarbij in 1988 duizenden mensen om het leven kwamen, kreeg hij de bijnamen Ali Chemicali en de slager van Koerdistan. In Engelstalige teksten werd hij Chemical Ali genoemd.

## Biografie
Al-Majid was een neef van president Saddam Hoessein en was jarenlang diens chauffeur. In de jaren 1987-1988 was hij gouverneur van het noorden, waar hij op uiterst bloedige wijze een opstand van Koerden neersloeg. Na de invasie van Irak in Koeweit werd hij militair gouverneur van Koeweit tijdens de Iraakse bezetting van 1990-1991. Na de eerste Golfoorlog had Al-Majid de leiding over de divisies van de Republikeinse Garde die waren belast met het neerslaan van een opstand van sjiieten in het zuiden van Irak. Tussen 1991 en 1995 was hij achtereenvolgens minister van Binnenlandse Zaken en van Defensie. Daarna maakte hij deel uit van de leiding van de Ba'ath-partij.
Tijdens de laatste Golfoorlog werd vermoed dat Al-Majid in april 2003 was overleden tijdens een aanval op een woning in Zuid-Irak. Die bleek hij evenwel te hebben overleefd; op 21 augustus 2003 werd hij alsnog door het Amerikaanse leger gearresteerd.
Tijdens zijn proces, op 11 januari 2007, gaf Al-Majid toe in 1988 opdracht te hebben gegeven tot executie van Koerden die tijdens de Anfal-campagne weigerden hun dorpen in het noorden van Irak te verlaten. Op 2 april 2007 werd de doodstraf tegen hem geëist. Nog diezelfde maand, op 26 april 2007, werden zijn vrouw en zijn dochter in hun huis in Tikrit door onbekenden vermoord. Al-Majid zelf werd op 24 juni 2007 tot dood door ophanging veroordeeld. Op 4 september 2007 werd zijn hoger beroep afgewezen door het Iraaks Hooggerechtshof. Volgens het Iraakse recht moest hij binnen 30 dagen na het eindvonnis geëxecuteerd worden, maar dit werd uiteindelijk uitgesteld in verband met de ramadan. Op 18 oktober 2007 maakte een Iraakse regeringswoordvoerder bekend dat Ali Chemicali binnen enkele dagen zou worden geëxecuteerd. Op 14 november 2007 werd bekend, dat de Iraakse regering ongeduldig was geworden inzake de overdracht van Ali Chemicali en nog twee andere veroordeelden door de Verenigde Staten. De vertraging in de executie van de drie mannen werd veroorzaakt door het bezwaar tegen de executie van een van hen: sultan Hashem (de voormalige minister van Defensie onder Saddam Hoessein). De soennieten wilden hem sparen, omdat hij slechts bevelen zou hebben opgevolgd.
Op 21 augustus 2007 begon het proces tegen Al-Majid en veertien andere verdachten wegens hun aandeel in het neerslaan van een sjiitische opstand in het zuiden van Irak, in 1991. Deze opstand viel samen met de nasleep van de bevrijding van Koeweit.
Eind februari 2008 stemde de presidentiële raad van Irak alsnog in met de door het hoger beroep-arrest van 4 september 2007 bekrachtigde, maar vervolgens uitgestelde ophanging van Al-Majid. De daarop volgende, hernieuwde uitvoeringsperiode van 30 dagen verstreek evenwel wederom zonder uitvoering van executie.
Op 20 april 2008 werd bekend, dat Al-Majid in hongerstaking was gegaan en in het ziekenhuis opgenomen. Op 22 april 2008 verliet hij het ziekenhuis alweer, omdat zijn toestand stabiel zou zijn.
Al-Majid werd op 2 december 2008 door een Iraakse rechtbank voor de tweede maal tot de doodstraf veroordeeld, dit keer wegens het neerslaan van de sjiitische opstand in het zuiden van Irak in 1991. Een dag later werd de oud-bestuurder van de Ba'ath-partij Abdul-Ghani Abdul-Ghafur eveneens veroordeeld tot de doodstraf.
Al-Majid werd op 2 maart 2009 voor de derde keer veroordeeld tot de doodstraf, nu vanwege het vermoorden van Groot-Ayatollah Mohammed Sadiq al-Sadr in 1999.
Op 2 augustus 2009 werd gemeld, dat Ali Hassan al-Majid tot zeven jaar gevangenisstraf werd veroordeeld door het Iraakse Hoge Tribunaal wegens de deportatie van Koerden in 1980. Tariq Aziz werd tot eenzelfde gevangenisstraf veroordeeld.
Op 17 januari 2010 werd hij voor de gifgasaanval op de Koerdische plaats Halabja voor de laatste keer ter dood veroordeeld. Op 25 januari 2010 werd hij opgehangen.
- Gemeinsame Normdatei: 1221481584
- MusicBrainz: 0cc13b47-e25f-417c-8cde-0e8196658176
- Virtual International Authority File: 8445160606853916300004